# Sceaux-d'Anjou
 Sceaux-d'Anjou  es una comuna y población de Francia, en la región de Países del Loira, departamento de Maine y Loira, en el distrito de Segré y cantón de Châteauneuf-sur-Sarthe.
Su población en el censo de 1999 era de 721 habitantes.
Se encuentra integrada en la Communauté de communes de la Région du Lion-d'Angers.

## Demografía
| 488 | 503 | 455 | 607 | 710 | 721 |
| Para los censos de 1962 a 1999 la población legal corresponde a la población sin duplicidades (Fuente: INSEE [Consultar]) |     |     |     |     |     |